# Erica sicula
Erica sicula är en ljungväxtart. Erica sicula ingår i släktet klockljungssläktet, och familjen ljungväxter.

## Underarter
Arten delas in i följande underarter:
- E. s. bocquetii
- E. s. cyrenaica
- E. s. libanotica
- E. s. sicula